# Manuel Valdés Larrañaga
Manuel Valdés Larrañaga (Bilbao, 16 de abril de 1909 - Madrid, 17 de octubre de 2001) fue un político español, conocido por haber sido uno de los organizadores y miembros fundadores de Falange Española. Encarcelado en la zona republicana durante la Guerra civil, en la Dictadura franquista ocuparía diversos cargos político, como delegado nacional de los Sindicatos Verticales o vicesecretario general de Falange Española Tradicionalista y de las JONS. También fue procurador en las Cortes franquistas y miembro del Consejo Nacional del Movimiento. Durante el Tardofranquismo se hizo especialmente conocido por sus posiciones ultraderechistas e inmovilistas. 

## Biografía

### Inicios y juventud
Nacido en Bilbao el 16 de junio de 1909, en su juventud destacó por su afición al deporte (particularmente a la natación), participando en numerosos campeonatos de esta disciplina. Llegaría a ser campeón español de natación en la modalidad de 100 metros. También destacó en el fútbol, llegando a jugar con el Atlético de Madrid como extremo derecho.
Realizó estudios de arquitectura en la Universidad de Madrid, trabajando posteriormente como arquitecto en Barcelona. Tiempo después de la proclamación de la Segunda República entró en política, relacionado con círculos de extrema derecha. Amigo íntimo de José Antonio Primo de Rivera, fue en uno de los fundadores de Falange Española (FE) en octubre de 1933, siendo de hecho su segundo miembro. Fue también uno de los fundadores del Sindicato Español Universitario (SEU), organización de la cual sería su primer líder. También formó parte de la Junta Política de Falange, establecida en octubre de 1934. Según señaló el periodista Gregorio Morán, Valdés Larrañaga se habría distinguido durante los años de la Segunda República como pistolero de Falange.
Tras la ilegalización de Falange, el 13 de marzo de 1936 fue detenido en Madrid por las autoridades republicanas y encarcelado en la Cárcel Modelo. La madre de Valdés pidió al arquitecto Secundino Zuazo —en cuyo estudio había llegado a realizar prácticas— que avalase a su hijo, aunque Zuazo se negó a hacerlo. Tras el estallido de la Guerra civil Valdés continuó encarcelado y pasó por varias cárceles, aunque en la primavera de 1937 consiguió ser trasladado a un hospital penitenciario. Pese a ser un reconocido falangista, Valdés evitó ser ejecutado durante las matanzas de Paracuellos. A lo largo de la contienda tuvo un importante protagonismo al organizar con éxito y liderar la «Falange clandestina» en la retaguardia republicana, formando parte de la llamada quinta columna. Valdés, que organizó la Falange clandestina durante su estancia en el Hospital penitenciario, asumió la dirección de la organización en sustitución de Raimundo Fernández-Cuesta —que se había trasladado a la zona sublevada, tras ser canjeado por Justino de Azcárate— y habría actuado a las órdenes directas del jefe del SIPM, el coronel José Ungría.

### Dictadura franquista
En la primavera de 1939, tras la entrada de las tropas franquistas en Madrid, fue liberado e inmediatamente después nombrado jefe provincial de FET y de las JONS en Madrid, siendo uno de los líderes que se opondrían a autorizar ejecuciones sin juicio previo, como reconocería la reclusa Josefina Amalia. Unos meses después, con la formación del segundo gobierno de Franco, Valdés fue nombrado Subsecretario de Trabajo.
Durante la Segunda Guerra Mundial, hacia 1941, se convirtió en un estrecho colaborador del entonces jefe del Movimiento, José Luis Arrese. Aunque era considerado un camisa vieja, en realidad aceptaba sin discusión el liderazgo de Franco. Por esta época también ocupó importantes puestos en la dirección del Sindicato Vertical, sustituyendo en la dirección del mismo a Gerardo Salvador Merino (que había caído en desgracia). El 13 de septiembre de 1941 fue nombrado delegado nacional de Sindicatos, con carácter interino. Desde este nuevo puesto Valdés amansó a los hasta entonces revoltosos sindicatos, y también reorganizó su estructura interna a la vez que impregnaba a la organización sindical de un carácter más conservador y religioso. A finales de año, Fermín Sanz-Orrio le sucedió al frente de la Organización Sindical. En diciembre de 1941 fue nombrado Vicesecretario de Servicios de FET y de las JONS, como recompensa por su purga de los Sindicatos.
Con la guerra mundial de fondo llegó a mantener contactos con diplomáticos alemanes en torno a una hipotética entrada en guerra de España del lado de las Potencias del Eje. Valdés mantuvo una estrecha relación con Erich Gardemann, consejero de la embajada alemana en Madrid. En enero de 1943 formó parte de la comitiva que acompañó al ministro-secretario general de FET y de las JONS, José Luis Arrese, en su visita a la Alemania nazi, junto a otros como Arias Salgado, Agustín Aznar, Manuel Martínez de Tena, Víctor de la Serna y Xavier de Echarri. En febrero de 1945 el líder nazi Heinrich Himmler sondeó a Valdés —entre otros— la posibilidad de que el Ministerio de Asuntos exteriores español iniciara contactos de paz con los Aliados angloamericanos; si bien se realizaron gestiones en este sentido, fueron un fracaso.
Tras la guerra siguió ocupando importantes puestos en la jerarquía franquista, y llegaría a ostentar la presidencia de la Federación Española de Fútbol. Por su condición de arquitecto también ejerció como Decano del Colegio de Arquitectos de Madrid y presidente de la Junta de Colegios de Arquitectos de España. Pero a partir de 1950 su carrera política se truncó, y en los años siguientes pasó a ejercer de embajador en varios países de Hispanoamérica y Oriente Medio: República Dominicana (1951-1954 y 1960-1961) Venezuela (1954), Egipto (1962-1964) o Kuwait (1964-1970). Durante su estancia como embajador ante la República Domicana, Valdés colaboró estrechamente con la dictadura de Rafael Leónidas Trujillo en la desaparición de opositores.

### Últimos años
En las postrimetrías de la Dictadura franquista fue nombrado vicesecretario general del Movimiento, ocupando el cargo entre 1971 y 1973. Conocido por sus posturas inmovilistas y por sus posiciones ultraderechistas, en una ocasión llegó a declarar públicamente que «ni uno de los partidarios de las asociaciones políticas sería renovado en el nuevo Consejo Nacional». Su nombramiento constituyó en sí una cesión a la vieja guardia franquista, a pesar de lo cual Valdés dispuso de unos poderes muy limitados en el seno de la organización del partido único. En junio de 1975 se integró en una nueva asociación política, el Frente Nacional Español, junto a otros falangistas «históricos» como Jesús Suevos, José Antonio Elola, Agustín Aznar o Raimundo Fernández-Cuesta.
Tras la muerte de Franco, en noviembre de 1975 fue uno de los procuradores de las Cortes franquistas que votó en contra de la Ley para la Reforma Política, la cual suponía el primer paso para el desmontaje de la Dictadura y el inicio de la transición a la democracia. Retirado de la vida política, durante sus últimos años colaboró con la Fundación Nacional Francisco Franco. Falleció en Madrid en octubre de 2001.

## Obras
- —— (1994). De la Falange al Movimiento (1936-1952).[d] Madrid: Fundación Nacional Francisco Franco.

## Reconocimientos
- Gran Cruz de la Orden de Cisneros (1944)[42]
- Gran Cruz de la Orden del Mérito Civil (1950)[43]
- Gran Cruz de la Orden de Isabel la Católica (1970)[44]
- Gran Cruz de la Orden Imperial del Yugo y las Flechas (1973)[45][e]